# Kabupaten Bandung
Kabupaten Bandung är ett kabupaten i Indonesien.   Det ligger i provinsen Jawa Barat, i den västra delen av landet, 130 km sydost om huvudstaden Jakarta. Antalet invånare är 3 344 169. Arean är 1 768 kvadratkilometer. Kabupaten Bandung gränsar till Kabupaten Bandung Barat.
Terrängen i Kabupaten Bandung är huvudsakligen bergig, men åt nordväst är den kuperad.